# 印度胸翼鱼
印度胸翼魚，為輻鰭魚綱水珍魚目後肛魚科的其中一種，為深海魚類，分布於大西洋亞南極海域，水深675-900公尺，體長可達17.3公分，生活習性不明。